# 滝沢市立滝沢小学校
滝沢市立滝沢小学校（たきざわしりつ たきざわしょうがっこう）は、岩手県滝沢市外山にある公立小学校。通称は滝沢小（たきざわしょう）、滝小（たきしょう）。

## 沿革

### 経緯
滝沢市立滝沢小学校は、1893年に滝沢尋常小学校として設立された。その後、1941年に国民学校令により、滝沢国民学校に改称した。第二次世界大戦降伏後の学制改革によって、1947年に滝沢村立滝沢小学校となり、同時に滝沢中学校を併設した。同時に併設された滝沢中学校は、1951年に独立した。2014年、滝沢村の市制施行により、滝沢市立滝沢小学校に改称した。

### 年表
- 1893年（明治26年）1月2日 - 「滝沢尋常小学校」として開校[4]。
- 1899年（明治32年）10月 - 川前分教場を開設[4]。
- 1900年（明治33年）4月 - 一本木分教場を開設[4]。
- 1911年（明治44年）10月15日 - 滝沢字土沢第6地割に新校舎を落成し、移転[5]。
- 1913年（大正2年）6月20日 - 柳沢分教室を開設[5]。
- 1922年（大正11年） - 柳沢分教室を柳沢分教場に移行[5]。
- 1935年（昭和10年） - 給食を開始[3]。
- 1941年（昭和16年）
  - 3月31日 - 各分教場を廃止[5]。
  - 4月1日 - 国民学校令により、「滝沢国民学校」に改称[5]。
- 1947年（昭和22年）4月1日- 学制改革により、「滝沢村立滝沢小学校」に改称。滝沢中学校を併設[5]。
- 1951年（昭和26年）3月 - 滝沢中学校が独立。
- 1958年（昭和33年）7月28日 - 校庭を拡張[5]。
- 1959年（昭和34年）1月5日 - 校章を制定[5]。
- 1960年（昭和35年）3月 - 校旗を制定[3]。
- 1962年（昭和37年）11月23日 - 講堂を落成[5]。
- 1964年（昭和39年）12月22日 - 校歌を制定[5]。
- 1967年（昭和42年）11月 - 完全給食を開始[3]。
- 1982年（昭和57年）8月 - 新校舎を落成し、移転[3]。
- 2005年（平成17年） -  国語力向上モデル事業に指定（翌年度まで）[3]。
- 2014年（平成26年）1月1日 - 市制施行により、「滝沢市立滝沢小学校」に改称[3]。
- 2019年（平成31年）4月1日 - 大規模化（マンモス校化）解消のため、学区の一部を分離し、滝沢中央小学校を分離開校[6]。

## 学校行事
主な行事を掲載。
1学期
- 4月 - 紹介式、始業式、入学式、一迎会
- 5月 - 家庭訪問、児童会総会、修学旅行（6年生）
- 6月 - 遠足（3年生）、プール開き、社会科見学（4・5年生）
- 7月 - 滝沢市小学校陸上競技記録会、社会科見学（6年生）、期末面談、1学期終業式

2学期
- 8月 - 2学期始業式
- 9月 - 運動会、鑑賞教室、遠足（1・2年生）
- 10月 - 学習発表会
- 11月 - タキソウ音楽祭
- 12月 - 期末面談、CRTテスト、2学期終業式

3学期
- 1月 - 3学期始業式、スキー教室（6年生）
- 2月 - スキー教室（4・5年生）、六送会
- 3月 - 期末面談、修了式、卒業式、新入生1日体験入学、離任式

## 児童会活動・クラブ活動など
- サッカークラブ
- ソフトボールクラブ
- バスケットボールクラブ
- 将棋クラブ
- むかし遊びクラブ

など多数。
また児童会が存在する。活動としては、クラブ・委員会の統率や学校の管理、学校ぐるみの活動（あいさつ運動等）の指揮を行ったりする。

## 通学区域
- 滝沢市
  - 中村、外山、祢宜屋敷、湯舟沢、卯遠坂、木賊川、根堀坂
  - 土沢の一部、大久保の一部、高屋敷平の一部、穴口の一部、平蔵沢の一部、高屋敷の一部、室小路の一部、牧野林の一部、細谷地の一部

出典：

## 進学先の中学校
- 滝沢市立滝沢中学校

## アクセス
- JR東日本IGRいわて銀河鉄道盛岡駅東口9番のりばより岩手県交通バス利用。
  - ｢青山町線・滝沢営業所｣行に乗車。｢滝沢小学校口｣バス停下車。徒歩5分。

## 周辺
- 滝沢市立滝沢中学校
- 元村保育園
- 東北自動車道

## 著名な出身者
- 齋藤響介 - プロ野球選手[9]